# Oscar al miglior montaggio sonoro
L'Oscar al miglior montaggio sonoro (Academy Award for Best Sound Editing) veniva assegnato al montaggio sonoro votato come migliore dall'Academy of Motion Picture Arts and Sciences, cioè l'ente che assegna gli Academy Awards, i celebri premi conosciuti in Italia come premi Oscar.
Dal 1964 al 1968 e nel 1975 questa categoria assunse il nome di Oscar ai migliori effetti sonori. Dal 1969 al 1982 il premio non fu assegnato, ma in 4 di queste occasioni fu assegnato Oscar Special Achievement Award per il montaggio degli effetti sonori (ed è infatti riportato nella lista). Successivamente al 1982 solo altre due volte fu assegnato Oscar Special Achievement Award al posto di quello per il montaggio sonoro. Dalla 93ª edizione dei premi Oscar, l'Oscar al miglior montaggio sonoro è stato combinato con l'Oscar al miglior mixaggio sonoro, in un unico Oscar al miglior sonoro.

## Vincitori e candidati
L'elenco mostra il vincitore di ogni anno, seguito dai film che hanno ricevuto una nomination. Gli anni indicati sono quelli in cui è stato assegnato il premio e non quello in cui è stato diretto il film. Per maggiori informazioni si veda la voce Cerimonie dei premi Oscar.

### 1960
- 1964
  - Walter G. Elliott - Questo pazzo, pazzo, pazzo, pazzo mondo (It's a Mad, Mad, Mad, Mad World)
  - Robert L. Bratton - La veglia delle aquile (A Gathering of Eagles)

- 1965
  - Norman Wanstall - Agente 007 - Missione Goldfinger (Goldfinger)
  - Robert L. Bratton - I guai di papà (The Lively Set)

- 1966
  - Treg Brown - La grande corsa (The Great Race)
  - Walter Rossi - Il colonnello Von Ryan (Von Ryan's Express)

- 1967
  - Gordon Daniel - Grand Prix
  - Walter Rossi - Viaggio allucinante (Fantastic Voyage)

- 1968
  - John Poyner - Quella sporca dozzina (The Dirty Dozen)
  - James A. Richard - La calda notte dell'ispettore Tibbs (In the Heat of the Night)

- 1969
  - non assegnato

### 1970
- 1970
  - non assegnato

- 1971
  - non assegnato

- 1972
  - non assegnato

- 1973
  - non assegnato

- 1974
  - non assegnato

- 1975
  - non assegnato

- 1976 (Academy Special Achievement Award)
  - Peter Berkos - Hindenburg (The Hindenburg)

- 1977
  - non assegnato

- 1978 (Academy Special Achievement Award)
  - Frank E. Warner - Incontri ravvicinati del terzo tipo (Close Encounters of the Third Kind)

- 1979
  - non assegnato

### 1980
- 1980 (Academy Special Achievement Award)
  - Alan Splet - Black Stallion (The Black Stallion)

- 1981
  - non assegnato

- 1982 (Academy Special Achievement Award)
  - Ben Burtt e Richard L. Anderson - I predatori dell'arca perduta (Raiders of the Lost Ark)

- 1983
  - Charles L. Campbell e Ben Burtt - E.T. l'extra-terrestre (E.T. The Extra-Terrestrial)
  - Mike Le-Mare - U-Boot 96 (Das Boot)
  - Stephen Hunter Flick e Richard L. Anderson - Poltergeist - Demoniache presenze (Poltergeist)

- 1984
  - Jay Boekelheide - Uomini veri (The Right Stuff)
  - Ben Burtt - Il ritorno dello Jedi (Return of the Jedi)
  - David E. Stone e Kendrich Sweet - Una magnum per McQuade (Lone Wolf McQuade)

- 1985 (Academy Special Achievement Award)
  - Kay Rose - Il fiume dell'ira (The River)

- 1986
  - Charles L. Campbell e Robert Rutledge - Ritorno al futuro (Back to the Future)
  - Bob Henderson e Alan Robert Murray - Ladyhawke
  - Frederick J. Brown - Rambo II: la vendetta (Rambo: First Blood Part II)

- 1987
  - Don Sharpe - Aliens - Scontro finale (Aliens)
  - Mark Mangini - Star Trek IV: Rotta verso la Terra (Star Trek IV: The Voyage Home)
  - Cecilia Hall e George Watters II - Top Gun

- 1988 (Academy Special Achievement Award)
  - Stephen Flick e John Pospisil - RoboCop

- 1989
  - Charles L. Campbell e Louis L. Edemann - Chi ha incastrato Roger Rabbit (Who Framed Roger Rabbit)
  - Ben Burtt e Richard Hymns - Willow
  - Stephen H. Flick e Richard Shorr - Die Hard - Trappola di cristallo (Die Hard)

### 1990
- 1990
  - Ben Burtt e Richard Hymns - Indiana Jones e l'ultima crociata (Indiana Jones and the Last Crusade)
  - Milton C. Burrow e William L. Manger - Black Rain - Pioggia sporca (Black Rain)
  - Robert Henderson e Alan Robert Murray - Arma letale 2 (Lethal Weapon 2)

- 1991
  - Cecelia Hall e George Watters II - Caccia a Ottobre Rosso (The Hunt for Red October)
  - Charles L. Campbell e Richard Franklin - Linea mortale (Flatliners)
  - Stephen H. Flick - Atto di forza (Total Recall)

- 1992
  - Gary Rydstrom e Gloria S. Borders - Terminator 2 - Il giorno del giudizio (Terminator 2: Judgment Day)
  - Gary Rydstrom e Richard Hymns - Fuoco assassino (Backdraft)
  - George Watters e F. Hudson Miller - Rotta verso l'ignoto (Star Trek VI: The Undiscovered Country)

- 1992
  - Tom C. McCarthy e David E. Stone - Dracula di Bram Stoker (Bram Stoker's Dracula)
  - Mark A. Mangini - Aladdin
  - John Leveque e Bruce Stambler - Trappola in alto mare (Under Siege)

- 1994
  - Gary Rydstrom e Richard Hymns - Jurassic Park
  - John Leveque e Bruce Stambler - Il fuggitivo (The Fugitive)
  - Wylie Stateman e Gregg Baxter - Cliffhanger - L'ultima sfida (Cliffhanger)

- 1995
  - Stephen Hunter Flick - Speed
  - Gloria S. Borders e Randy Thom - Forrest Gump
  - Bruce Stambler e John Leveque - Sotto il segno del pericolo (Clear and Present Danger)

- 1996
  - Lon Bender e Per Hallberg - Braveheart - Cuore impavido (Braveheart)
  - John Leveque e Bruce Stambler - Batman Forever
  - George Watters - Allarme rosso (Crimson Tide)

- 1997
  - Bruce Stambler - Spiriti nelle tenebre (The Ghost and the Darkness)
  - Richard L. Anderson e David A. Whittaker - Daylight - Trappola nel tunnel (Daylight)
  - Alan Robert Murray e Bub Asman - L'eliminatore (Eraser)

- 1998
  - Tom Bellfort e Christopher Boyes - Titanic
  - Mark P. Stoeckinger e Per Hallberg - Face/Off
  - Mark Mangini - Il quinto elemento (The Fifth Element)

- 1999
  - Gary Rydstrom e Richard Hymns - Salvate il soldato Ryan (Saving Private Ryan)
  - George Watters - Armageddon
  - Dave McMoyler - La maschera di Zorro (The Mask of Zorro)

### 2000
- 2000
  - Dane A. Davis - Matrix (The Matrix)
  - Ren Klyce e Richard Hymns - Fight Club
  - Ben Burtt e Tom Bellfort - Guerre Stellari: Star Wars Episodio I - La minaccia fantasma (Star Wars Episode I: The Phantom Menace)

- 2001
  - Jon Johnson - U-571
  - Alan Robert Murray e Bub Asman - Space Cowboys

- 2002
  - George Watters II e Christopher Boyes - Pearl Harbor
  - Gary Rydstrom e Michael Silvers - Monsters & Co. (Monsters, Inc.)

- 2003
  - Ethan Van der Ryn e Mike Hopkins - Il Signore degli Anelli - Le due torri (The Lord of the Rings: The Two Towers)
  - Richard Hymns e Gary Rydstrom - Minority Report
  - Scott A. Hecker - Era mio padre (Road to Perdition)

- 2004
  - Richard King - Master and Commander - Sfida ai confini del mare (Master and Commander: The Far Side of the World)
  - Gary Rydstrom e Michael Silvers - Alla ricerca di Nemo (Finding Nemo)
  - Christopher Boyes e George Watters - La maledizione della prima luna (Pirates of the Caribbean: The Curse of the Black Pearl)

- 2005
  - Michael Silvers e Randy Thom - Gli Incredibili (The Incredibles)
  - Randy Thom e Dennis Leonard - Polar Express (The Polar Express)
  - Paul N.J. Ottosson - Spider-Man 2

- 2006
  - Mike Hopkins, Ethan Van der Ryn - King Kong
  - Wylie Stateman - Memorie di una Geisha (Memoirs of a Geisha)
  - Richard King - La guerra dei mondi (War of the Worlds)

- 2007
  - Alan Robert Murray e Bub Asman - Lettere da Iwo Jima (Letters from Iwo Jima)
  - Sean McCormack e Kami Asgar - Apocalypto
  - Lon Bender - Blood Diamond - Diamanti di sangue (Blood Diamond)
  - Alan Robert Murray e Bub Asman - Flags of Our Fathers
  - George Watters II e Christopher Boyes - Pirati dei Caraibi - La maledizione del forziere fantasma (Pirates of the Caribbean: Dead Man's Chest)

- 2008
  - Karen M. Baker e Per Hallberg - The Bourne Ultimatum - Il ritorno dello sciacallo (The Bourne Ultimatum)
  - Skip Lievsay - Non è un paese per vecchi (No Country for Old Men)
  - Randy Thom e Michael Silvers - Ratatouille
  - Matthew Wood - Il petroliere (There Will Be Blood)
  - Mike Hopkins e Ethan Van der Ryn - Transformers

- 2009
  - Richard King - Il cavaliere oscuro (The Dark Knight)
  - Tom Sayers - The Millionaire (Slumdog Millionaire)
  - Ben Burtt, Matthew Wood - WALL•E
  - Frank E. Eulner, Christopher Boyes - Iron Man
  - Wylie Stateman - Wanted - Scegli il tuo destino (Wanted)

### 2010
- 2010
  - Paul N.J. Ottosson - The Hurt Locker
  - Christopher Boyes e Gwendolyn Yates Whittle - Avatar
  - Wylie Stateman - Bastardi senza gloria (Inglourious Basterds)
  - Mark Stoeckinger e Alan Rankin - Star Trek
  - Michael Silvers e Tom Myers - Up

- 2011
  - Richard King - Inception
  - Tom Myers e Michael Silvers - Toy Story 3 - La grande fuga (Toy Story 3)
  - Gwendolyn Yates Whittle e Addison Teague - Tron: Legacy
  - Skip Lievsay e Craig Berkey - Il Grinta (True Grit)
  - Mark P. Stoeckinger - Unstoppable - Fuori controllo (Unstoppable)

- 2012
  - Philip Stockton e Eugene Gearty - Hugo Cabret (Hugo)
  - Lon Bender e Victor Ray Ennis - Drive
  - Ren Klyce - Millennium - Uomini che odiano le donne (The Girl with the Dragon Tattoo)
  - Ethan Van der Ryn e Erik Aadahl - Transformers 3 (Transformers: Dark of the Moon)
  - Richard Hymns e Gary Rydstrom - War Horse

- 2013
  - Per Hallberg e Karen Baker Landers - Skyfall
  - Paul N.J. Ottosson - Zero Dark Thirty
  - Erik Aadahl e Ethan Van der Ryn - Argo
  - Wylie Stateman - Django Unchained
  - Eugene Gearty e Philip Stockton - Vita di Pi (Life of Pi)

- 2014
  - Glenn Freemantle - Gravity
  - Steve Boeddeker e Richard Hymns - All Is Lost - Tutto è perduto (All is Lost)
  - Oliver Tarney - Captain Phillips - Attacco in mare aperto (Captain Phillips)
  - Brent Burge - Lo Hobbit - La desolazione di Smaug (The Hobbit: The Desolation of Smaug)
  - Wylie Stateman - Lone Survivor

- 2015
  - Alan Robert Murray e Bub Asman - American Sniper
  - Martin Hernández e Aaron Glascock - Birdman
  - Brent Burge e Jason Canovas - Lo Hobbit - La battaglia delle cinque armate (The Hobbit: The Battle of the Five Armies)
  - Richard King - Interstellar
  - Becky Sullivan e Andrew DeCristofaro - Unbroken

- 2016
  - Mark Mangini e David White - Mad Max: Fury Road
  - Alan Robert Murray - Sicario
  - Matthew Wood e David Acord - Star Wars - Il risveglio della Forza (Star Wars: The Force Awakens)
  - Oliver Tarney - Sopravvissuto - The Martian (The Martian)
  - Martin Hernández e Lon Bender - Revenant - Redivivo (The Revenant)

- 2017
  - Sylvain Bellemare - Arrival
  - Wylie Stateman e Renée Tondelli - Deepwater - Inferno sull'oceano (Deepwater Horizon)
  - Robert Mackenzie e Andy Wright - La battaglia di Hacksaw Ridge (Hacksaw Ridge)
  - Ai-Ling Lee e Mildred Iatrou Morgan - La La Land
  - Alan Robert Murray e Bub Asman - Sully

- 2018
  - Richard King e Alex Gibson - Dunkirk
  - Mark Mangini e Theo Green - Blade Runner 2049
  - Nathan Robitaille e Nelson Ferreira - La forma dell'acqua - The Shape of Water (The Shape of Water)
  - Julian Slater - Baby Driver - Il genio della fuga (Baby Driver)
  - Matthew Wood e Ren Klyce - Star Wars - Gli ultimi Jedi (Star Wars: The Last Jedi)

- 2019
  - John Warhurst e Nina Hartstone – Bohemian Rhapsody
  - Benjamin A. Burtt e Steve Boeddeker – Black Panther
  - Ai-Ling Lee e Mildred Iatrou Morgan – First Man - Il primo uomo (First Man)
  - Ethan Van der Ryn e Erik Aadahl – A Quiet Place - Un posto tranquillo (A Quiet Place)
  - Sergio Díaz e Skip Lievsay – Roma

### 2020
- 2020
  - Donald Sylvester - Le Mans '66 - La grande sfida (Ford v. Ferrari)
  - David Acord e Matthew Wood - Star Wars - L'ascesa di Skywalker (Star Wars: The Rise of Skywalker)
  - Alan Robert Murray - Joker
  - Wylie Stateman - C'era una volta a... Hollywood (Once Upon a Time... in Hollywood)
  - Oliver Tarney e Rachael Tate - 1917